# Maria Wähnl

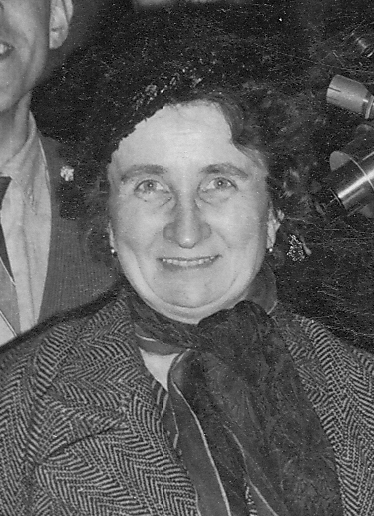
Maria Wähnl in der Urania-Sternwarte, 1957

Maria Emma Wähnl (* 9. Dezember 1908 in Wien; † 8. Dezember 1989 ebenda) war eine österreichische Astronomin.

## Leben
Maria Wähnl besuchte Volksschule und Gymnasium in Wien. Anschließend studierte sie Astronomie an der Universität Wien. Ihre 1938 verfasste Dissertation bei Adalbert Prey behandelte die Doppelsternbewegung in Sternhaufen. Nach ihrem Studium lernte sie Stenographie und Maschinschreiben und trat als Mathematikerin in ein Wiener Bankunternehmen ein. Kurz danach war sie im Flugzeugwerk Junkers in Dessau in der Gruppe Aerodynamik beschäftigt und wechselte dann zum Flugzeug- und Fahrzeughersteller Messerschmitt AG nach Augsburg. Nach dem Kriegsende kehrte sie nach Wien zurück, wo sie zunächst an der Wiener Universitätssternwarte als Ersatzkraft und 1949 als Rechen-Assistentin angestellt war. 1953 wurde ihr die Leitung der nur mit Leihfernrohren ausgestatteten Urania-Volkssternwarte übertragen. Sie konnte trotz erheblicher Schwierigkeiten die Sternwarte revitalisieren und den Bildungsbetrieb aufnehmen. 1957 wurde unter ihrer Leitung die neue Kuppel der Urania-Sternwarte mit einem Cassegrain-Spiegelteleskop von 26 cm Öffnung und 528 cm Brennweite eröffnet. Ab 1958 gab sie fünf Jahre lang das Astronomisches Jahrbuch der Urania-Sternwarte heraus und 1962 bis 1968 die Astronomischen Mitteilungen der Urania-Sternwarte. 1969 trat sie in den Ruhestand, hielt aber noch bis 1984 am Volksbildungshaus Urania Vorträge und Kurse ab.
Maria Wähnl wurde am Wiener Zentralfriedhof bestattet.

## Veröffentlichungen
- Eine theoretische Untersuchung zur Entstehungshypothese der Sternhaufen. In: Sitzungsberichte der Österreichischen Akademie der Wissenschaften Mathem.=naturw. Klasse. Abteilung IIa, 158. Band, 6.–10. Heft, Wien (1950).
- Astronomisches Jahrbuch der Urania-Sternwarte Wien. Jahrgänge: 1. 1958, 2. 1959, 3. 1960, 4. 1961, 5. 1962. Volksbildungshaus Wiener Urania, Wien.
- Astronomische Mitteilungen der Urania-Sternwarte Wien. Jahrgänge: 1. 1958, 2. 1959, 3. 1960, 4. 1961, 5. 1962, 6. 1963, 7./8. 1964/65, 9.–11. 1966–1968. Volksbildungshaus Wiener Urania, Wien.
- Das Leopold-Figl-Observatorium für Astrophysik der Universitätssternwarte auf dem Mitterschöpfl südöstlich von Wien. In: Mitteilungen der Astronomischen Arbeitsgemeinschaft der Sternfreunde Mainz und Umgebung. Band 8, 1969.